# Богушиці (Сілезьке воєводство)
Богушиці (пол. Boguszyce) — село в Польщі, у гміні Тошек Гливицького повіту Сілезького воєводства.
Населення — 266 осіб (2011).
У 1975—1998 роках село належало до Катовицького воєводства.

## Демографія
Демографічна структура станом на 31 березня 2011 року:
|          | Загалом | Допрацездатний вік | Працездатний вік | Постпрацездатний вік |
| -------- | ------- | ------------------ | ---------------- | -------------------- |
| Чоловіки | 129     | 22                 | 89               | 18                   |
| Жінки    | 137     | 26                 | 86               | 25                   |
| Разом    | 266     | 48                 | 175              | 43                   |